# Солодовник, Сергей Максимович
Солодовник Сергей Максимович (7 сентября 1915, Кобеляки, Полтавская губерния — 5 октября 1991, Харьков) — советский художник, живописец и педагог, профессор, педагог Харьковского художественно-промышленного института 1947-1991 гг.. Почетный гражданин Мерефы. Ученик Николая Самокиша.

## Биография
1934 — 1937 обучался живописи в батальной мастерской академика Н. Самокиша. Его преподавателями были профессора С. М. Прохоров, А. А. Кокель, М. Козык. После окончания продолжил учёбу в Харьковском художественном институте (1937—1941, 1947).
1941 — 1945 участник Великой Отечественной войны. Служил в 375 стрелковой дивизии. Участвовал в боях на Орловско-курской дуге, в освобождении городов Ржева, Харькова, Полтавы, Кобеляк, Кременчуга, Ясс, Плоешти, Бухареста, Будапешта, Праги. Принимал участие в ликвидации окруженных группировок противника в районах Корсунь — Шевченковский, города Будапешта. В районе боев села Васильевка Кировоградской области был ранен и контужен. В 1944 году принял на себя командование дивизионом, в связи с болезнью командира, и успешно выполнил поставленную задачу, взяв деревню Ставидло и уничтожив огневые средства врага, мешавшие продвижению нашей пехоте. В октябре 1945 года был демобилизован в звании капитана. За участие в Отечественной войне награждён орденом «Красная звезда» и шестью медалями.
С 1948 преподавал в Харьковском художественном институте, доцент кафедры рисунка (с 1957), профессор (с 1974), декан факультета «Промышленное искусство» (1967—1975) Харьковского художественно-промышленного института (с 1963) (ныне Харьковская государственная академия дизайна и искусств). Воспитал целую плеяду украинских художников: народные художники Украины А. Хмельницкий, Е. Трегуб, Л. Братченко, В. Ковтун народный художник Казахстана Х. И. Наурызбаев, заслуженные деятели искусства Украины А. Базилевич, О. Ворона, М. Овсянкин, М. Родзин, заслуженный художник Украины А. Константинопольский, и много, много других.
1947 — член Союза художников СССР. Член бюро секции живописи, член художественного совета, член правления харьковского отделения СХ.
1952 — 1958 — ответственный секретарь харьковского отделения СХ.
Работал в жанре портрета, пейзажа, натюрморта, картины.
Участник областных, республиканских, всесоюзных и международных выставок с 1940 года.
Творческая жизнь Сергея Максимовича Солодовника была тесно связана с Харьковом и Харьковским художественно, а позже художественно-промышленным институтом. Он был одним из лучших рисовальщиков- строгий хранитель классических традиций в рисунке, композиции и колорите. Благодаря его педагогической деятельности была воспитана плеяда талантливых художников.
Главная тема в его творчестве — Большое внимание сконцентрировал в области портрета, где достиг большого успеха, благодаря созданию серии портретных образов современников, передавая сложность их внутреннего состояния, а также серии полотен жанрово-тематического направления. Любил природу и эмоционально воспевал её в своих многочисленных пейзажах, создавая целостную атмосферу утонченной красоты. Последние годы жизни был не равнодушен к натюрмортам. Они помогали ему не только совершенствовать мастерство, но и выразить через цветовую гамму, ритмическую мелодию линий, определённый эмоциональный настрой, передавая трепетное дыхание жизни, любовь к предметному миру, который окружает человека.
Солодовнику Сергею Максимовичу установлены мемориальные доски на доме № 12 улицы Культуры города Харькова, где он жил, и в ХГАДИ к 80-летию основания.

## Награды и звания
- 1944 — орден Красной звезды.
- 1985 — орден Отечественной войны І степени.
- 1970 — медаль «За доблестный труд».
- 1985 — почётный гражданин города Мерефа Харьковской области.

## Основные произведения
1. Картина «Подруги» (1947)
2. Картина «Передвижники» (1950—1951) (соавторы Г. А. Томенко, И. И. Карась)
3. Портрет врача Щаховского (1952)
4. Портрет композитора Лебединца (1952)
5. Картина «Воспитатели» (1953)
6. Картина «На взморье» (1955)
7. Портрет артистки А. Лесниковой (1959)
8. Портрет Героя социалистического труда В.Сидоры (1960)
9. Картина «Снег выпал» (Лыжницы) (1960)
10. Портрет заслуженного строителя Харькова А.Лебедева (1961)
11. Портрет скульптора Н.Рябинина (1960—1962)
12. Портрет писателя И. Багмута (1963)
13. Портрет художника Е. Егорова (1963)
14. Картина «В парке» (1965)
15. Портрет П. Постышева (1965)
16. Портрет девочки (1968)
17. Картина «Гимнастка» (1972)
18. Картина «Вечер в Карпатах» (1974)
19. Портрет художника С. Беседина (1976)
20. Портрет академика В. Атрощенко (1977)
21. Автопортрет (1976—1977)
22. Натюрморт «Пионы» (1978)
23. Портрет артистки Р. Колосовой (1979)
24. Портрет писателя К. Гордиенко (1980)
25. Натюрморт «За окном май» (1982)
26. Автопортрет (1983)
27. Портрет Героя Советского союза Г. Седого 80-е гг

## Коллекции
1. Харьковский художественный музей, Украина.
2. Харьковский краеведческий музей, Украина
3. Мерефянский краеведческий музей, Украина.
4. Житомирский краеведческий музей, Украина.
5. Кировоградский краеведческий музей. Украина
6. Красноградский краеведческий музей, Украина.
7. В музеях бывших республик СССР.
8. Галерея Геккоссо, Япония.
9. Частные коллекции.